# 和田恵秀
和田 恵秀（わだ けいしゅう、本名：和田 一壮（わだ かずお）、1940年7月18日 - ）は、日本の画家、俳優、声優、歌手。東京都出身。日本漫画家協会会員。

## 来歴・人物
1958年、聖学院高等学校を卒業し、俳優座養成所（11期）に入学。1961年、劇団青年座に入団。1968年に青年座を退団し、劇団現代を創立。
1980年、切り絵を中心とする画家に活動の主軸を移す。
2008年4月から、ラジオ福島の「かっとびワイド・美智子と恵秀 大人のラジオ」に、パーソナリティとして出演。
2013年、東日本大震災被災後1年間に苦しみと怒りの中でタブレットによるパソコン画で書き綴った詩画をまとめた詩画集「被災地からのつぶやき」を出版。印税を福島市のアニマルシェルター「SORA」などに寄附し続けている。

## 家族
妻は俳優座養成所第16期生の元タレント・小林喜美子。父は漫画家の和田義三。岳父（妻の父）は落語家・5代目柳家小さん。喜美子との間の子としてダンサー・振付師の小林十市、落語家の柳家花緑がいる。

## 著書
- 秩父34ヶ所 - 切絵画集
- 四国88ヶ所 - 切絵画集（1981年）
- 高野山 - 切絵画集
- 楽画記 - エッセー
- 漫画ゴルフルールブック - 父、義三と共著
- 和田恵秀の絵手紙で絵ッセー - 画集（2006年）
- 被災地からのつぶやき - 詩画集（2013年）

## 主な出演作品

### テレビ番組
- よくみよう（NHK教育）

### テレビドラマ
- 特別機動捜査隊 （NET / 東映）
  - 第133話「轢き逃げ」 （1964年5月13日）
  - 第153話「陸の孤島」 （1964年11月11日）
  - 第258話「ダイヤと秋刀魚と女たち」 （1966年10月5日）
  - 第540話「夜の誘惑者」 （1972年3月8日） - 松本
  - 第554話「悪女の季節」 （1972年6月16日）　- 小柳
  - 第656話「熱風への復讐」 （1974年5月29日）　- 沖
  - 第760話「三億円エレジー」 （1976年6月9日）　- 本屋敷
  - 第792話「情念の女」 （1977年1月26日）　- 栗原
- 新選組血風録 第13話「強襲十津川屋敷」 （1965年10月3日、NET / 東映） - 千葉大輔
- 待っていた用心棒 第20話「遠い国からの客」 （1968年6月10日、NET / 東映）
- おやじ太鼓 第22回（1968年、TBS） - 観客 ※和田一壮名義
- 天を斬る 第20話「雪割人形」 （1970年2月16日、NET / 東映） - 寺田敬太郎
- 軍兵衛目安箱 （1971年、NET / 東映）
  - 第5話「百万人の声」 - 石田要助
  - 第21話「明るい夜のかげに」 - 矢之助
- 世なおし奉行 第18話「共謀」 （1972年8月3日、NET / 東映）
- 仮面ライダー 第82話「怪人クラゲウルフ 恐怖のラッシュアワー」（1972年10月21日、毎日放送 / 東映） - 早川発電所職員
- 東芝日曜劇場 第840回「春の恋」 （1973年1月14日、TBS）
- 銭形平次 第355話「地獄を告げる鐘」 （1973年、フジテレビ / 東映） - 由次郎
- 荒野の素浪人 第58話「荒涼 殺生谷の黄金」 （1973年2月6日、NET / 三船プロ）
- 長谷川伸シリーズ （NET / 東映）
  - 「道中女仁義」 （1973年3月21日）
  - 「六車の額太郎」 （1973年4月25日）
- 素浪人 天下太平 （NET / 東映）
  - 第8話「夕焼け子焼けの子守唄」 （1973年5月24日） - 清吉
  - 第14話「雨降り花嫁さんどこへいく」 （1973年7月5日） - 清治郎
- 遠山の金さん捕物帳 第155話「わが子を追いつめる男」 （1973年6月24日、NET / 東映） - 忠七
- ぶらり信兵衛 道場破り 第25話「妻と呼びたい」 （1974年3月28日、フジテレビ / 東映） - 小林新吾
- 伝七捕物帳（日本テレビ /  ユニオン映画）
  - 第27話「幼なじみに賭けた意地」（1974年4月9日） - 宗吉
  - 第78話「娘さらい お化け騒動」（1975年7月25日） - 高山玄馬
  - 第121話「男なさけに花が散る」（1976年10月12日） - 岩吉
  - 第131話「かりそめの愛のかたみ」（1976年12月21日） - 熊
- 高校教師 第22話「転落・ある少女の場合」 （1974年8月27日、12ch / 東宝）
- 編笠十兵衛  （1975年、フジテレビ / 東映） - 山田善三郎
- 決めろ!フィニッシュ（TBS） - ナレーター （第1話のみ）
- 十手無用 九丁堀事件帖 第3話「美女が消えたまた一人」 （1975年10月19日、日本テレビ / 東映）
- 秘密戦隊ゴレンジャー 第68話「ピンクの反乱!! 針・針・針の大攻撃」 （1976年11月13日、NET / 東映） - イーグル科学者
- 泣かせるあいつ （1976年、日本テレビ）
- 太陽にほえろ! （日本テレビ / 東宝）
  - 第241話「脅迫」 （1977年3月4日） ※和田一壮 名義
  - 第325話「波止場」 （1978年10月20日）
  - 第381話「ともしび」 （1979年11月16日）
- 達磨大助事件帳 第22話「御金蔵破りの謎」 （1978年、テレビ朝日 / 前進座・国際放映） - 丑松
- 若さま侍捕物帳 第9話 （1978年、テレビ朝日）
- 松本清張シリーズ・一年半待て （1978年、NHK総合） - 警官
- 水曜時代劇「日本巌窟王」 （1979年、NHK総合） - 朝比奈段平
- 同心部屋御用帳 江戸の旋風IV 第17話「若い狼たち」 （1979年、フジテレビ / 東宝）
- 大捜査線 第28話「贋札遊虚」（1980年、フジテレビ / ユニオン映画）

### 人形劇
- サンダーバード（NHK総合） - ゴードン・トレーシー
- サンダーバード 劇場版 （ゴードン・トレーシー） ※劇場公開版
- サンダーバード6号 （ゴードン・トレーシー） ※劇場公開版